# نیتسک (مجارستان)
نیتسک (به مجاری:  Nick) یک شهرداری در مجارستان است که در واش واقع شده‌است. نیتسک ۱۱٫۴ کیلومتر مربع مساحت و ۵۶۴ نفر جمعیت دارد.